# Садовое (Осакаровский район)
Садовое (каз. Садовое) — село в Осакаровском районе Карагандинской области Казахстана. Административный центр Садового сельского округа. Находится примерно в 53
 км к юго-западу от посёлка Осакаровки, административного центра района, на высоте 445 метров над уровнем моря. Код КАТО — 355675100.

## История
Основано в 1955 г в период освения целинных и залежных земель.

## Население
В 1999 году численность населения села составляла 1267 человек (632 мужчины и 635 женщин). По данным переписи 2009 года, в селе проживало 966 человек (490 мужчин и 476 женщин).